# Bythiospeum geyeri
Bythiospeum geyeri é uma espécie de gastrópode  da família Hydrobiidae.
É endémica de Austria.